# Caspar von Zumbusch
Caspar Clemens Eduard Zumbusch, dal 1888 Ritter von Zumbusch (Renania Settentrionale-Vestfalia, 23 novembre 1830 – Rimsting, 26 settembre 1915), è stato uno scultore e medaglista tedesco.
Viene considerato come il più importante scultore di plastici monumentali della fine secolo in Austria.

## Vita
Nato a Herzebrock Zumbusch a 18 anni si trasferì a Monaco di Baviera per studiare all'Accademia delle belle arti di Monaco di Baviera. Siccome non superò l'esame iniziale, passò allora alla Polytechnische Schule dove si dedicò alla scultura sotto Johann Halbig.
Tra i suoi scolari figura lo scultore friulano  Alfonso Canciani.

## Opere
- Monumento a Ottone di Frisinga, Frisinga (1858)
- Monumento a Beethoven in Beethovenplatz a Vienna (1880)
- Statua monumentale all'imperatore Francesco Giuseppe davanti all'Università di Vienna (1883)
- Monumento a Maria Teresa d'Asburgo a Vienna (1888)
- Statua equestre del generale Josef Radetzky sul Stubenring a Vienna (1891) -
- Monumento a Guglielmo I d'Asburgo alla Porta Westfalica (1892-1896)
- Statua equestre di Alberto d'Asburgo-Teschen a Vienna (1899)
- Monumento per il Dott. med. Johann Lukas Schönlein (1793-1864) a Bamberga del 1874
- Monumento a Massimiliano II a Monaco di Baviera (1875)
- Monumento della Vittoria ad Augusta (1876)

## Galleria d'immagini

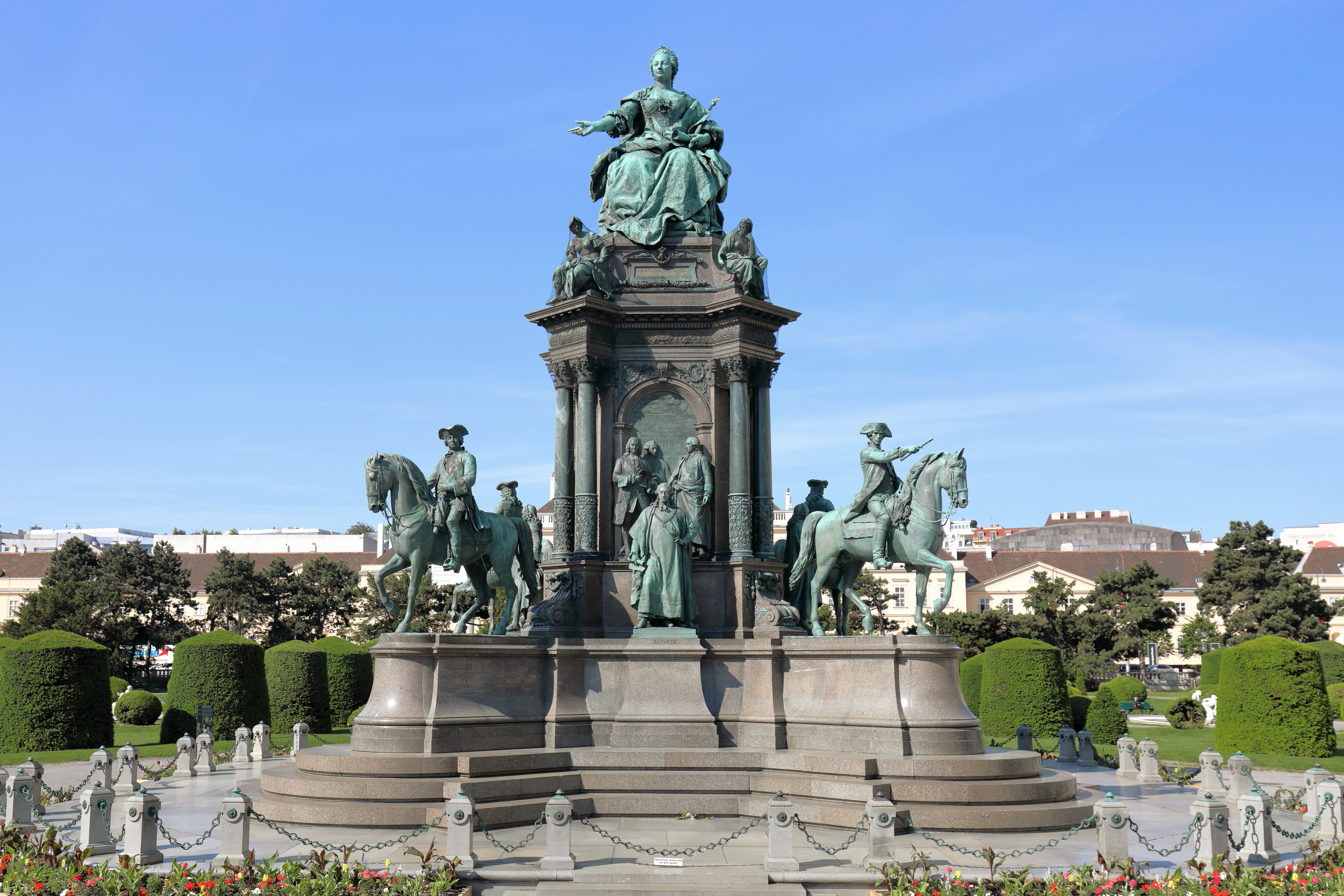
Monumento a Maria Teresa d'Austria a Vienna
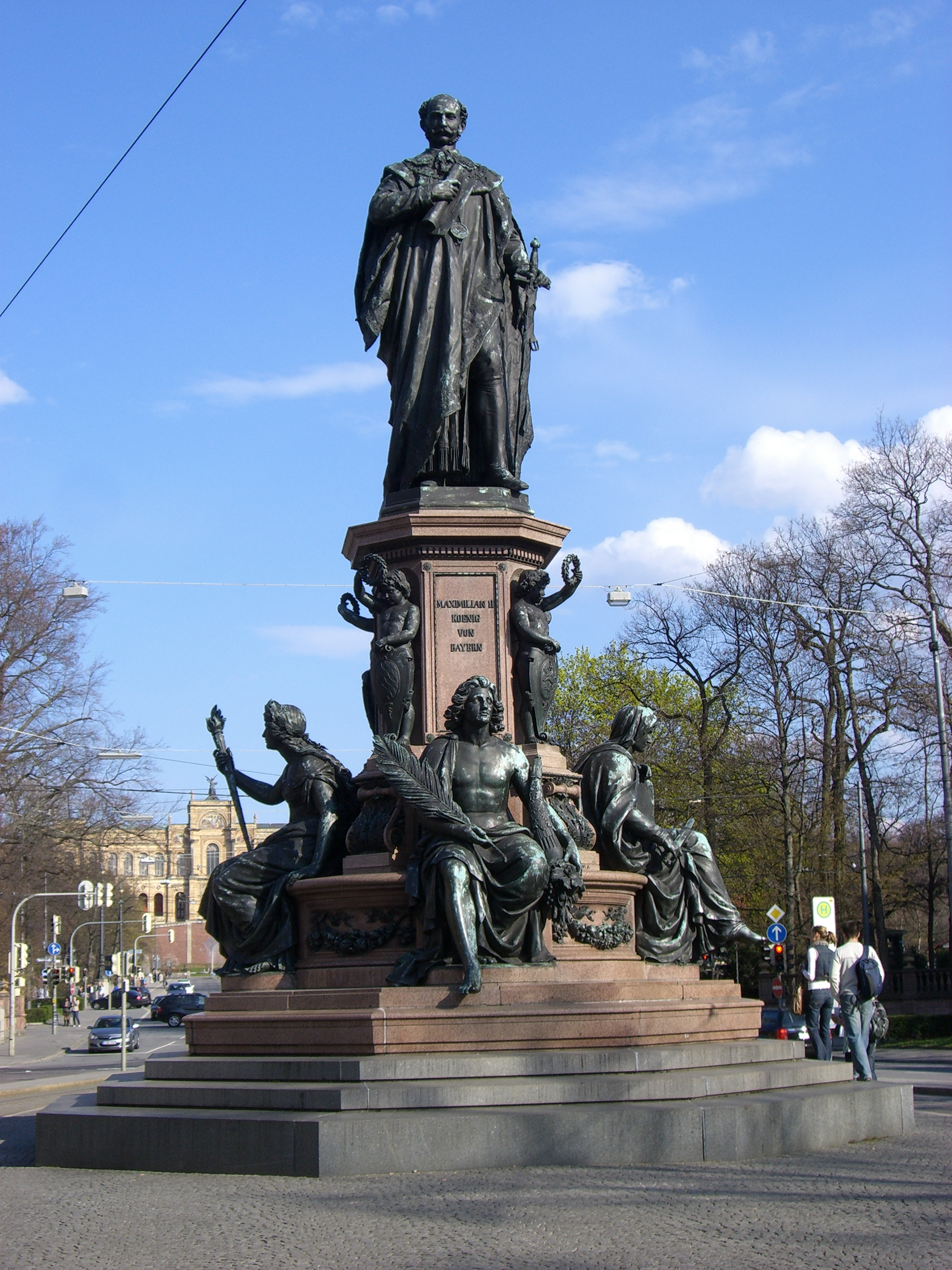
Monumento a Massimiliano II di Baviera a Monaco di Baviera, 1866
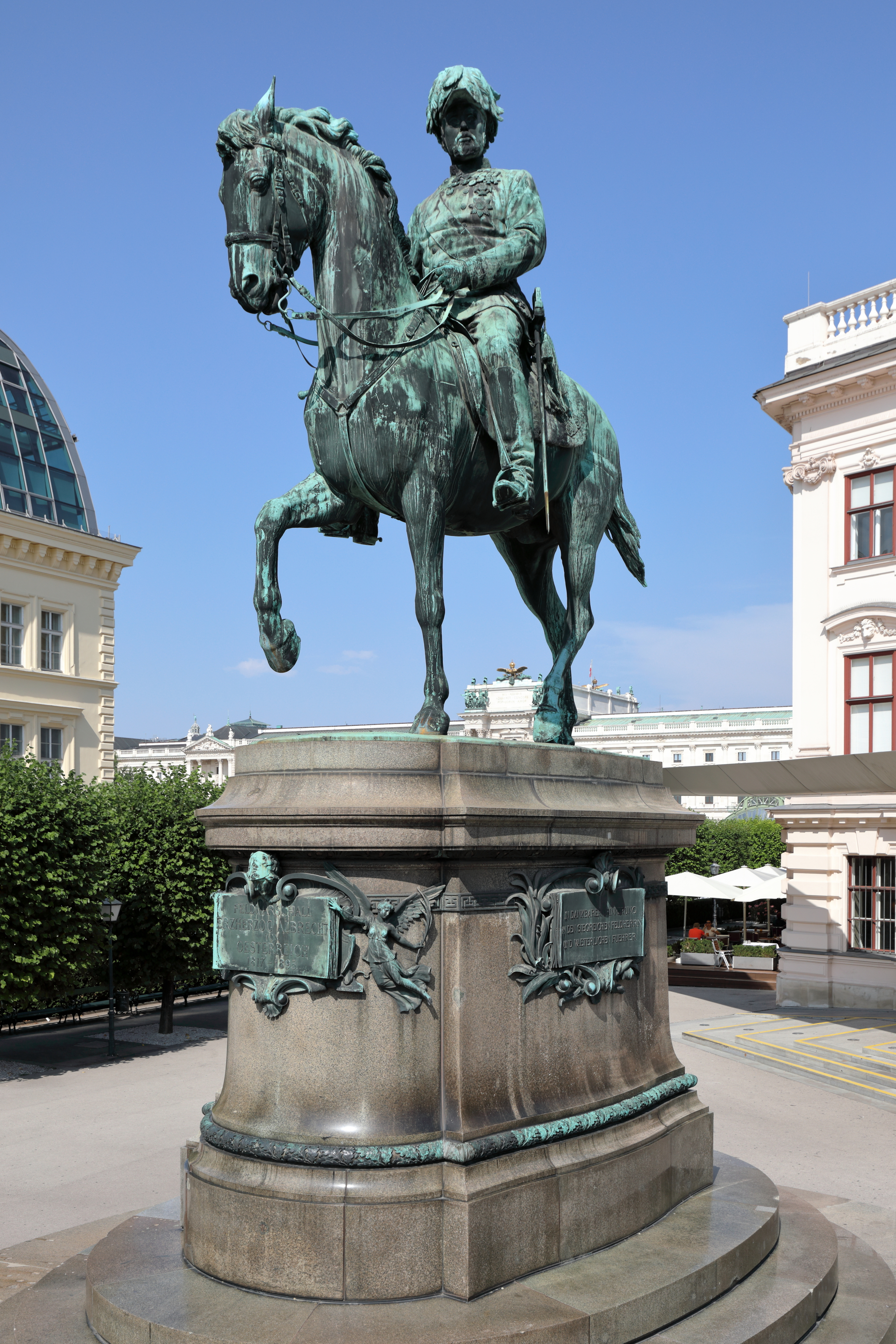
Monumento ad Alberto d'Austria davanti all'Albertina a Vienna, 1898-99
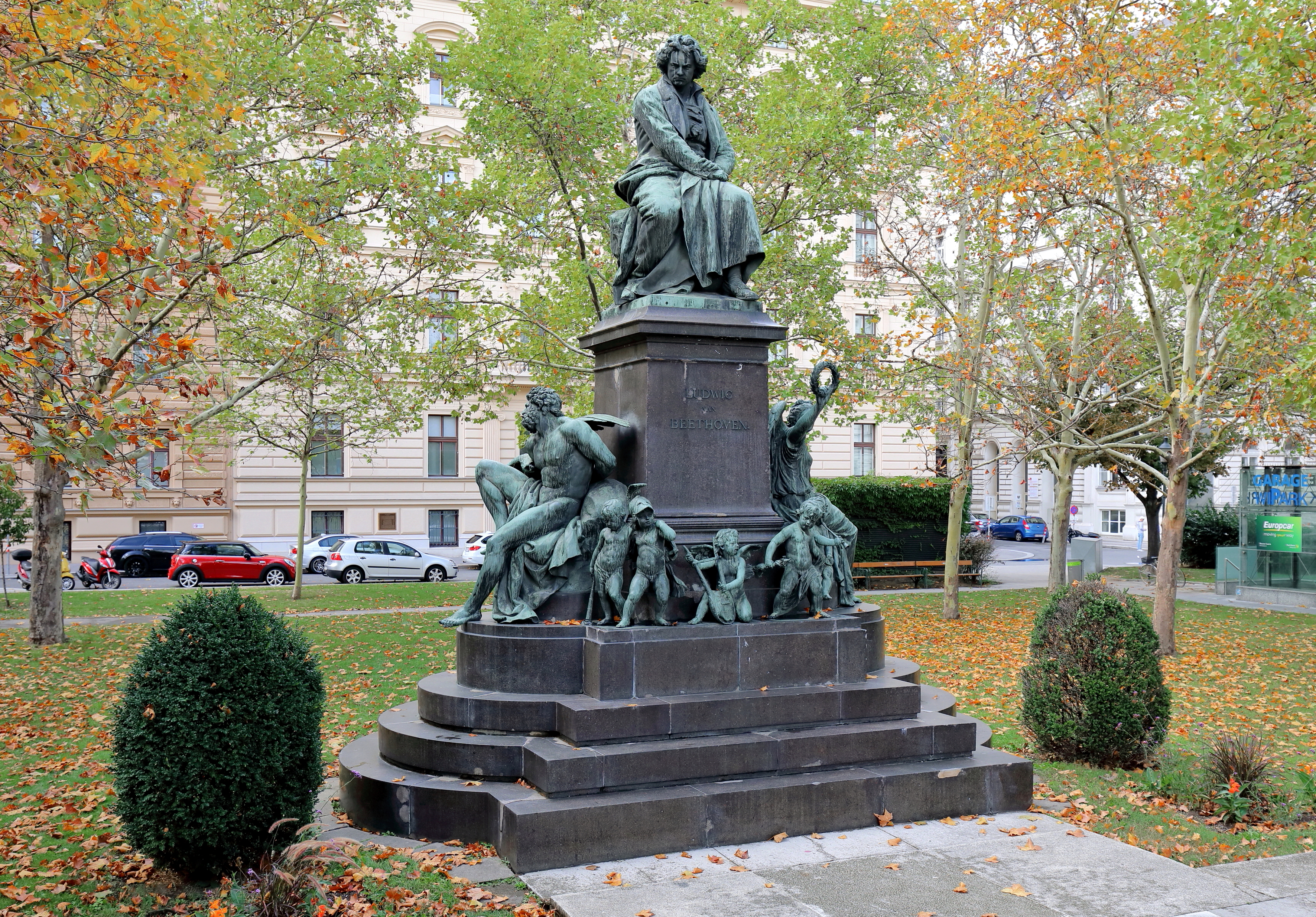
Monumento a Beethoven, a Vienna, 1880
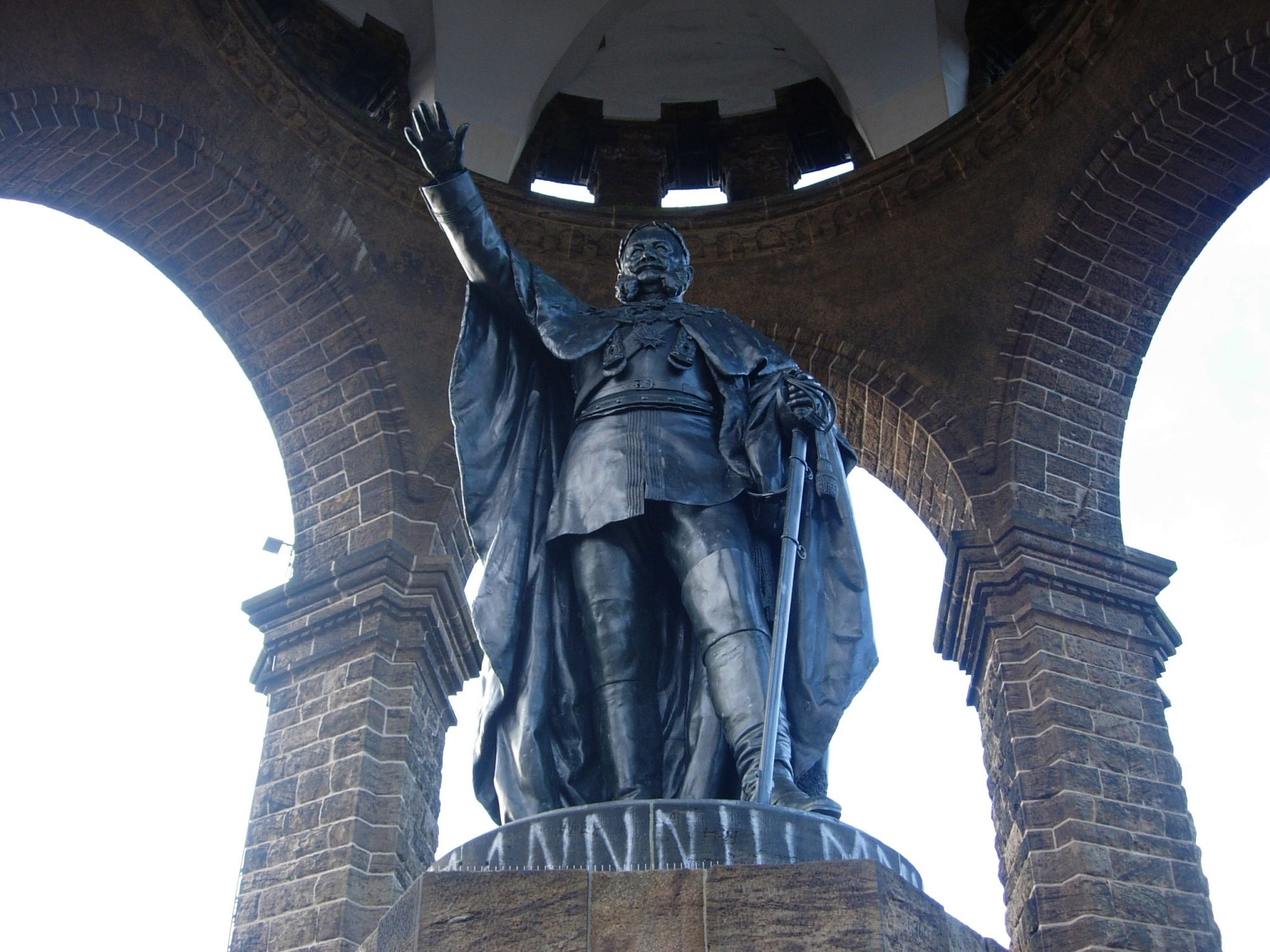
Monumento a Guglielmo I d'Asburgo presso la Porta Westfalica
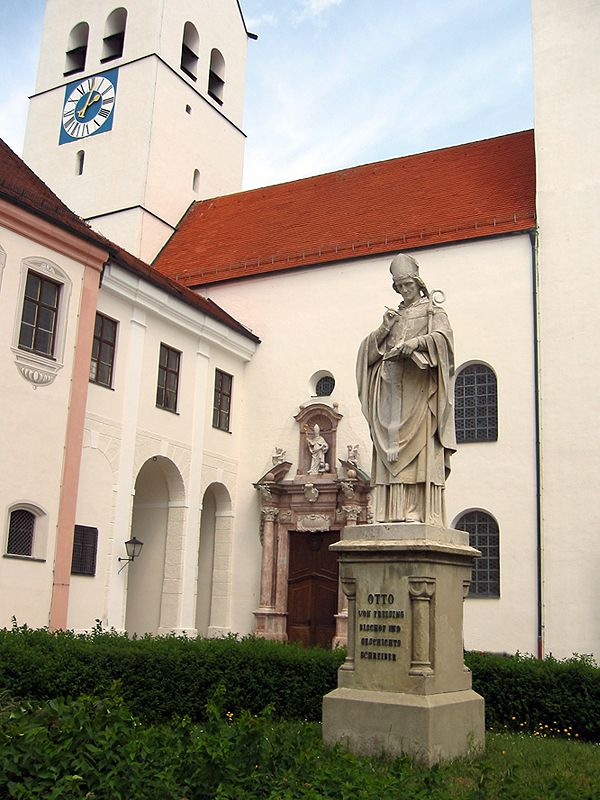
Monumento ad Otto von Freising, al duomo
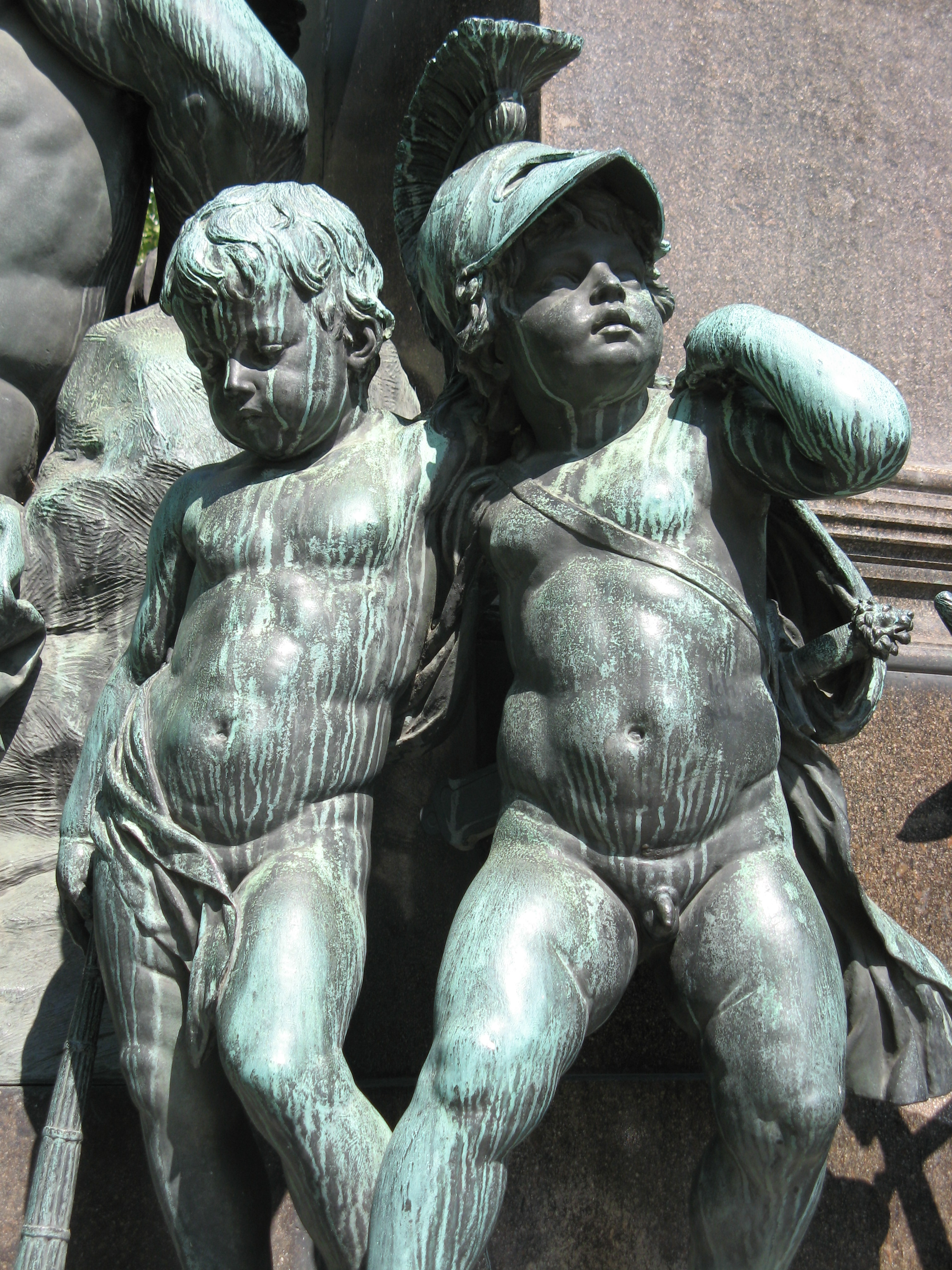
Putti sul monumento a Beethoven
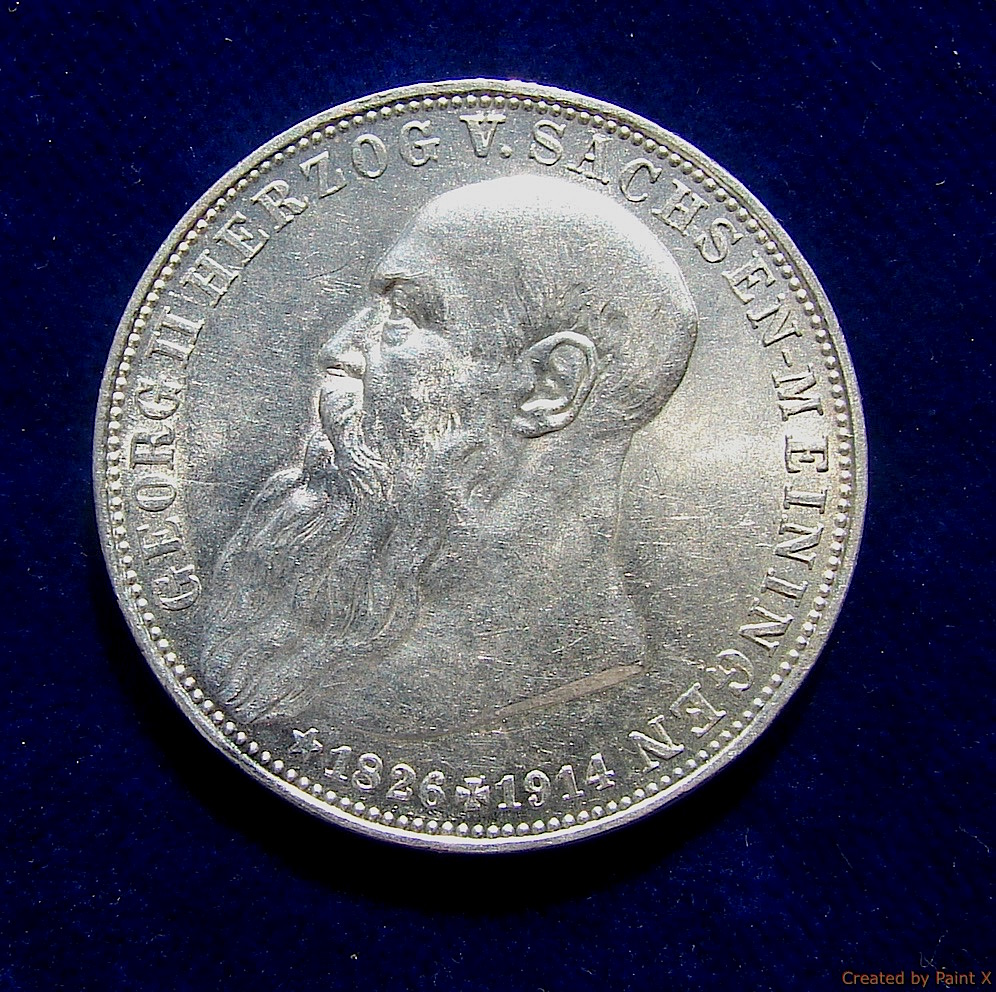
Sachsen-Meiningen, 3 Deutsche Mark 1915; moneta d'argento alla morte del Duca Giorgio II di Sassonia-Meiningen in cooperazione con Alois Börsch

## Letteratura
- Maria Kolisko: Kaspar von Zumbusch, Amalthea Verlag, Vienna, 1931
- Genealogisches Handbuch des Adels, Adelige Häuser B Volume V, p. 514, Volume 26 der Gesamtreihe, C. A. Starke Verlag, Limburg (Lahn) 1961